# LibLAS
libLAS – biblioteka służąca do odczytu i zapisu plików z danymi geoprzestrzennymi zakodowanymi w formacie ASPRS LAS, w wersjach 1.0 i 1.1 (skrót ASPRS pochodzi od nazwy Amerykańskiego Towarzystwa Fotogrametrii i Teledetekcji). Jest to format binarny o sekwencyjnym układzie danych. Format ASPRS LAS wykorzystywany jest do przechowywania i przetwarzania danych uzyskiwanych podczas lotniczego skaningu laserowego z wykorzystaniem technologii Lidar.
Głównym elementem pakietu libLAS jest biblioteka podstawowa oraz zestaw interfejsów dla popularnych języków programowania, takich jak C, C++, Python oraz języków dostępnych na platformach .NET i Mono.
Uzupełnieniem biblioteki libLAS jest zestaw narzędzi uruchamianych z wiersza poleceń, które służą do konwersji plików w formacie ASPRS LAS pomiędzy różnymi wersjami formatu, badania podstawowych informacji o danych zawartych w plikach LAS oraz konwersji do innych znanych formatów.
Rozpoczęcie pracy nad oprogramowaniem libLAS ufundowało Biuro Geologii przy Departamencie Zasobów Naturalnych stanu Iowa, w ramach projektu wykorzystania technologii Lidar w tym stanie.